# Juditha dorilis
Juditha dorilis is een vlindersoort uit de familie van de prachtvlinders (Riodinidae), onderfamilie Riodininae.
Juditha dorilis werd in 1866 beschreven door H. Bates.